# Hjørnereflektor
En hjørnereflektor er en reflektor der består af tre indbyrdes vinkelrette, skærende flade med reflekterende overflader. Det reflekterer bølger, der kommer fra enhver retning mod kilden. De tre skærende overflader er ofte trekanter (danner et tetraeder) eller kan have kvadratiske former. Radarreflektorer er lavet af metal og bruges til at reflektere radiobølger fra radar. Optiske hjørnereflektorer, kaldet hjørneterninger eller kubehjørner, lavet af tresidede glasprismer, bruges til opmåling og afstandsmåling med laser.

## Princippet
Den indkommende stråle reflekteres tre gange, én gang af hver overflade, hvilket resulterer i en vending af retningen.
 For at se dette kan de tre tilsvarende normalvektorer af hjørnets vinkelrette sider anses for at danne en basis (et rektangulært koordinatsystem) (x, y, z), hvori de repræsenterer retningen af en vilkårlig indkommende stråle, [a, b , c]. Når strålen reflekteres fra den første side, f.eks. x, vendes strålens x-komponent, a, til −a, mens y- og z-komponenterne er uændrede, hvilket resulterer i en retning på [−a, b, c]. Tilsvarende, når de reflekteres fra side y og til sidst fra side z, vendes b- og c-komponenterne. Derfor går stråleretningen fra [a, b, c] til [−a, b, c] til [−a, −b, c] til [−a, −b, −c], og den forlader hjørnet reflektor med alle tre retningskomponenter nøjagtigt omvendt. Den tilbagelagte afstand, i forhold til et plan vinkelret på strålernes retning, er også lig for enhver stråle, der kommer ind i reflektoren, uanset det sted, hvor den først reflekteres.[kilde mangler]

## Radar
Radarreflektorer er designet til at reflektere mikrobølge radiobølger, der udsendes af radaranlæg tilbage mod radarantennen. Dette får dem til at vise et stærkt signal på radarskærme. En simpel hjørnereflektor består af tre metalplader eller skærmflader i 90° vinkler i forhold til hinanden, fastgjort til hinanden i kanterne og danner et "hjørne". Disse reflekterer radiobølger, der rammer dem, tilbage parallelt med den indkommende stråle. For at skabe en hjørnereflektor, der reflekterer radarbølger, der kan komme fra enhver retning, er otte hjørnereflektorer placeret ryg mod ryg i en oktaeder form. De reflekterende overflader skal være større end bølgelængden af radiobølgerne for at fungere.
I maritim navigation placeres de på brostøtter, bøjer, skibe og især redningsbåde for at sikre, at disse dukker op på skibsradarskærme med et kraftigt signal. Hjørnereflektorer er placeret på fartøjets master i en højde på mindst 4,6 m (15 fod) over havets overflade (hvilket giver dem en omtrentlig synlig minimumsafstand på 8 kilometer eller 4,5 sømil). Marineradar bruger X-bånds mikrobølger med bølgelængder på 2,5-3,75 cm, så der bruges små reflektorer på mindre end 30 cm. I flynavigation er hjørnereflektorer installeret på landingsbaner for at få dem til at dukke op på flyenes radarskærme.
Et objekt, der har flere refleksioner fra glatte overflader, frembringer et radarsignal af større størrelse, end det kunne forventes ud fra objektets fysiske størrelse. Denne effekt blev taget i brug på ADM-20 Quail, et lille lokkemissil, som havde samme radartværsnit som en B-52.

## Optik
I optik består hjørnereflektorer typisk af tre spejle eller reflekterende prismeflader, som returnerer en indfaldende lysstråle i den modsatte retning. I landmåling er reflektorprismer almindeligvis brugt til langdistance elektronisk afstandsmåling ved hjælp af en totalstation.
Fem systemer af optiske hjørnereflektorer er blevet placeret på Månen til brug for Lunar Laser Ranging-eksperimenter, der observerer en lasers flyvetid for at måle Månens kredsløb mere præcist, end det var muligt før. De tre største blev placeret af NASA som en del af Apollo-programmet, og Sovjetunionen byggede to mindre ind i Lunokhod-roverne.
Bil- og cykelbaglygter er støbt med rækker af små hjørnereflektorer, med forskellige sektioner orienteret til at se fra forskellige vinkler. Reflekterende maling til synlighed om natten indeholder normalt reflekterende sfæriske perler. Tynd plast med mikroskopiske hjørnereflektorstrukturer kan bruges som tape, på skilte eller syet eller støbt på tøj.